# Ruine Valkenburg
Die Ruine der Valkenburg, elf Kilometer östlich von Maastricht in der Gemeinde Valkenburg aan de Geul gelegen, ist neben der Ruine Lichtenberg in Maastricht eine von zwei Höhenburgen in den Niederlanden. Die Valkenburg wurde zum Rijksmonument erklärt. Die Burg verfügt zudem über einen Zugang zu einem unterirdischen System von Fluchtgängen, der Fluweelengrot. Sie war der Mittelpunkt der Herrschaft (seit 1357 Grafschaft) Land von Valkenburg.

## Lage

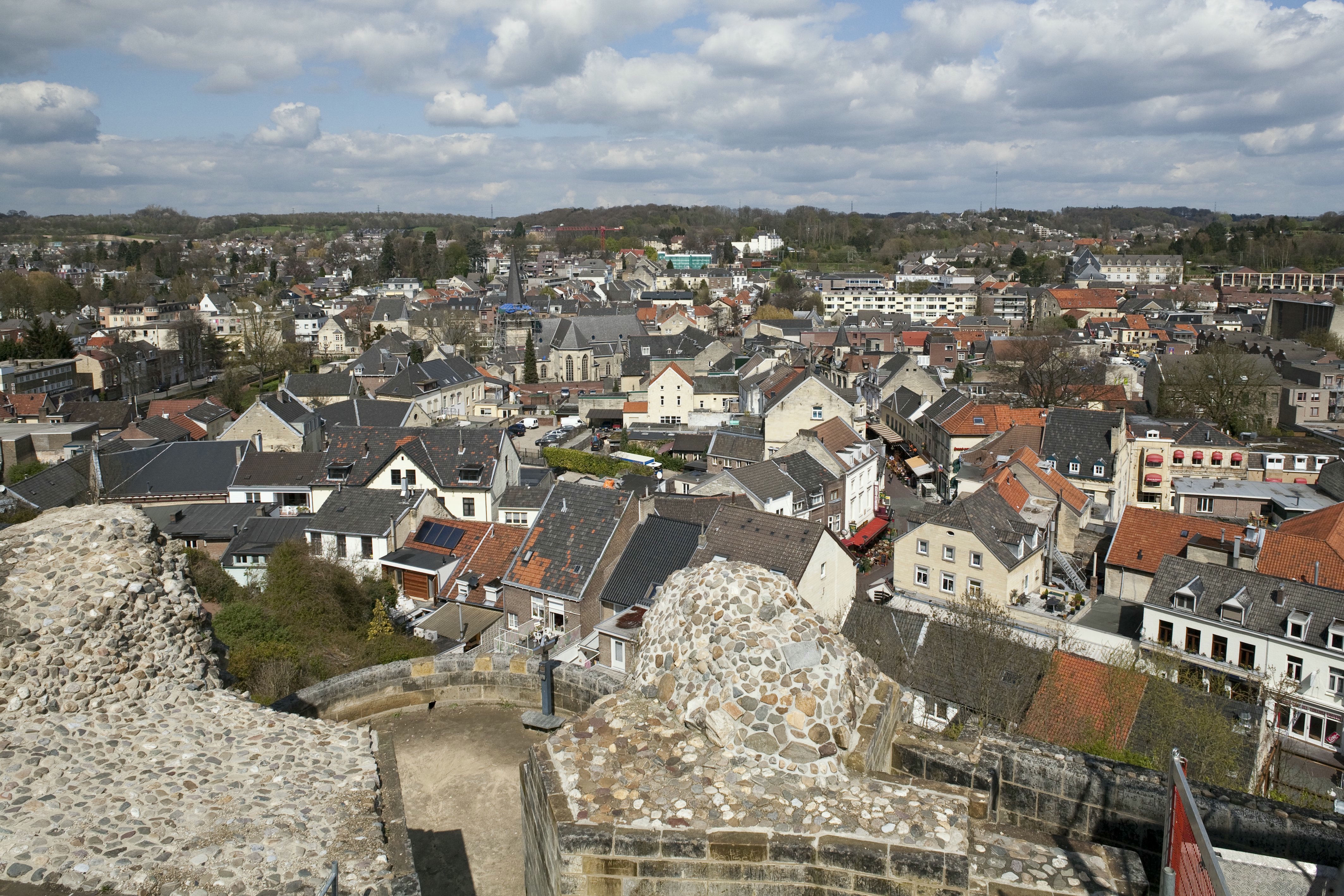
Blick von der Valkenburg über die Stadt (2008)

Der erste Bannerherr von Valkenburg saß im heutigen Oud-Valkenburg, im Vorläufer der Wasserburg Schloss Genhoes. Aus strategischen Gründen wurde das Stammschloss auf den Heunsberg verlegt, ein Zipfel des Hochplateau van Margraten. Dieser Zipfel wurde dann noch durch einen mehrere Meter tiefen Trockengraben vom Plateau abgetrennt, wodurch ein schwer einnehmbarer Felsen übrig blieb 

## Geschichte
Die früheste Anlage erbaute Thibald von Voeren, † 1106, der erste Herr von Valkenburg ab 1075. Sie wurde 1122 durch den Grafen von Löwen nach erfolgreicher Belagerung zerstört, weil sich Goswin I. von Heinsberg und Valkenburg gegen den Kaiser Heinrich V. aufgelehnt hatte.
Die Burg wurde von seinem Sohn Goswin II. wieder errichtet, aber 1141 erneut auf Befehl des Kaisers zerstört. Sie wurde 1329 durch Johann III., Herzog von Brabant erstürmt und wieder zerstört. Nachdem 1353 der letzte männliche Nachkomme der Herrschaften gestorben war, entbrannte der Valkenburgische Erbfolgestreit (1352–1364). Wenzel I. von Luxemburg und Herzog von Brabant kaufte schließlich 1364 die Burg und das Land von Valkenburg von Wilhelm von Jülich. Dieses wird dadurch eines der Lande von Übermaas.
Die Valkenburg wurde 1465, 1568 und 1632 belagert und schließlich 1672 von den Truppen des holländischen Statthalters Wilhelm III. gesprengt, damit die Franzosen sie nicht nutzen konnten. Von der aus dem 14. Jahrhundert stammenden eher dreieckigen Anlage sind heute noch Reste von zwei runden Ecktürmen, einem Wohntrakt an der Seite eines tieferen Innenhofs und ein Wachtturm erhalten. In die Felsen wurden Gänge geschlagen, die zu Zeiten einer Belagerung durch die Burgbesatzungen genutzt wurden.
Unter der Burg gibt es, wie an vielen Stellen in Valkenburg und Maastricht, ein ausgedehntes Gängesystem, entstanden beim Abbau von Kalkstein. In diesem Fall waren sie beim Bau der Burg verwendet worden. Diese Fluweelengrot wurde bei Belagerungen dazu genutzt, durch die feindlichen Linien zu schlüpfen. Bei der Befreiung von Valkenburg durch US-amerikanische Truppen im September 1944 lag der Ort einige Tage in der Frontlinie. Fast die gesamte Bevölkerung hatte in diesen Höhlen, die im schon befreiten Südteil der Stadt lagen, Zuflucht gefunden.

## Anlage

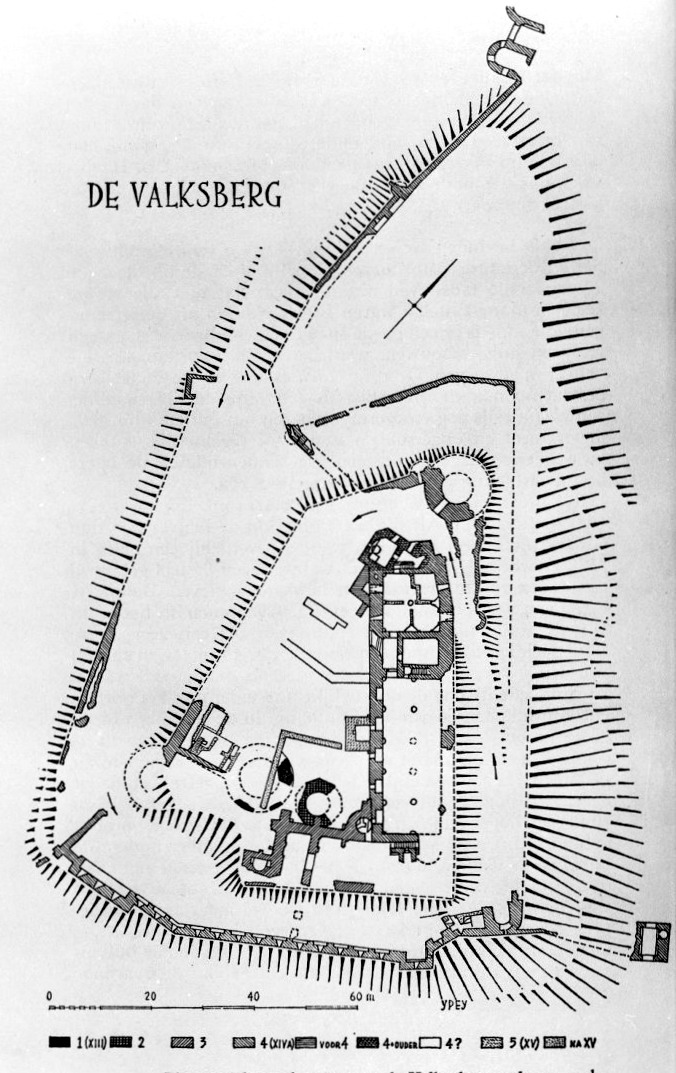
Grundriss der Anlage

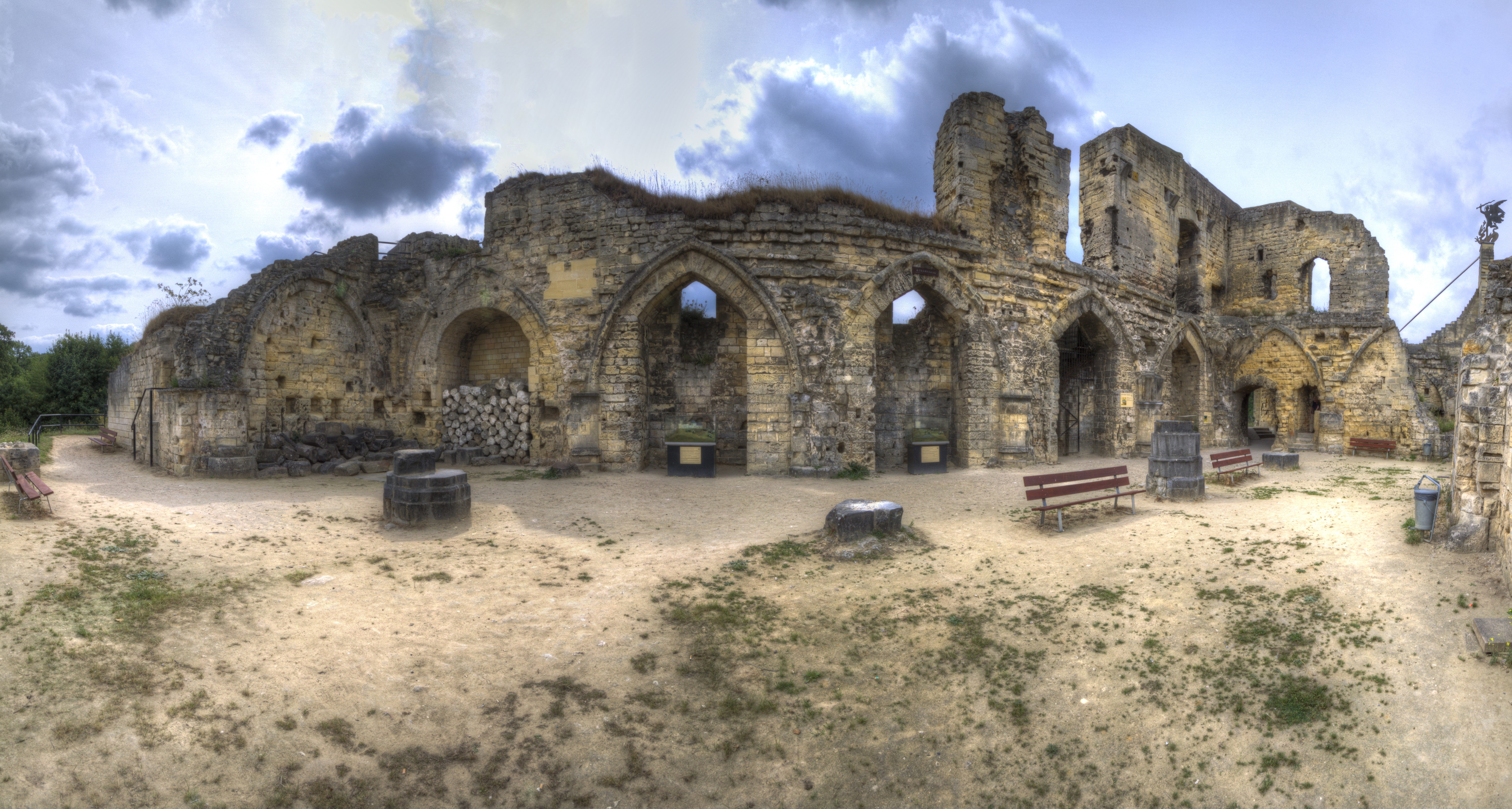
Panorama des Grote Zaal (2013)

Man kann den Aufbau der Anlage grob in vier Phasen unterteilen. 
In der ersten Phase wurde ein rechteckiger Donjon auf dem Heunsberg errichtet, der so eine natürliche Motte darstellte. Noch war dies kein richtiger Donjon, obwohl wehrhaft, sondern eher ein Wohnturm, dessen Grundriss 18 × 12 Meter betrug. Umgeben war er von einer Palisade. Auch die Wirtschaftsgebäude waren aus Holz gebaut. Bereits in dieser Phase wurden erste Fluchtgänge in den Fels des Heunsberges geschlagen.
Die zweite Phase begann mit der Entstehung eines neuen Turmes. Dieser war sechzehneckig und hatte einen Durchmesser von 15 Metern. Er war noch robuster als sein Vorgänger. Das Baumaterial war Mergel, ein Sedimentgestein, das gewonnen wurde, als man weitere Gänge in den Heunsberg schlug. Die Mauern waren bis zu zwei Meter dick. An einer hölzernen Palisade und hölzernen Wirtschaftsgebäuden wurde festgehalten. Zu dieser Zeit entstand auch die Stadt Valkenburg.
In der dritten Phase wurde der sechzehneckige Turm durch einen zehneckigen ersetzt. Warum dies geschah, ist nicht bekannt, zumal der Turm mit einem Durchmesser von 9,50 Meter auch kleiner war. Gleichzeitig wurde die hölzerne Palisade durch eine Steinmauer ersetzt. Auch die meisten Gebäude wurden nun aus Stein errichtet. Von dieser Burg aus terrorisierte der Raubritter Walram der Rossige die Gegend um Valkenburg.
Die letzte Phase des Ausbaus ist die am besten dokumentierte. Kaiser Karl V. gab dem Maler Jacob van Deventer 1550 den Auftrag, Stadt und Burg Valkenburg zu zeichnen. Diese Zeichnung ist erhalten geblieben. Deutlich zu sehen ist, dass es zu jener Zeit einen eigentlichen Donjon nicht mehr gab. Am Südende der Anlage befand sich ein hoher Turm mit Kegeldach. Die Gebäude waren palastartig gebaut. Dies mag den im 16. Jahrhundert aufkommenden Wunsch nach mehr Wohnlichkeit auf den Burgen dokumentieren. Zugang zu der von einer steinernen Ringmauer umschlossenen Burg bot eine Brücke, die durch einen großen Rundturm gesichert war. In den Wällen/Mauern?! waren kleinere Rundtürme eingebaut. Im Ostteil der Mauer wurde eine massive Bastion errichtet, was dazu diente, Artillerie unterzubringen.